# دنيز سيكي
دنيز سيكي (ولدت 1 يوليو 1970، أسطنبول)، هي مطربة بوب تركية، ملحنة، كاتبة أغاني. وقد مثلت أيضا دنيز سيكى في السينما، و‌التلفزيون حيث لها 3 أعمال سينمائية، و‌مسلسل واحد فقط في التلفزيون.وقد لعبت دنيز سيكى دورا في فيلم أشرهمون ايشزمان في فبراير 2012.

## حياتها
ولدت دنيز سيكى في إسطنبول في 1 يوليو 1970 ، وقد حصلت على تعليمها الابتدائي في ماشكا سهيلة أرتام، اما تعليمها الإعدادي والثانوى فقد تعلمت في مدرسة شاميلجا للفتيات. وبعد أن انهت دراستها بالمدرسة فقد تقدمت للألتحاق بامتحانات التقديم للتلفزيون بأسطنبول بقناة تي ار تي.
وقد تم القاء القبض على دنيز سيكى من خلال قضية مخدرات التي نظمتها الدرك، وتم اتهامها بقضية تهريب المخدرات، وذلك عندما كانت تبلغ من العمر 19 عام، وخضعت سيكى لأول قضية في محكمة العقوبات الثقيلة بأسطنبول، ولكن بعدها تم إطلاق سراحها، وتم الإفراج عنها على ذمة القضية وذلك بقرار محكمة، ولكن بعد فترة قصيرة تم إلغاء قرار المحكمة، ولم تعد سيكى على ذمة أي قضايا أخرى. وقد تحررت بذلك سيكى من قرار الاعتقال الذي أصدرته المحكمة.
ولكن في 18 فبراير 2010 أستدعها المحكمة مرة أخرى لدار العدالة بأسطنبول ببشكتاش، وتم تقديمها للمحكمة، واتهامها مرة أخرى بالمساعدة في تجارة المخدارات، وتم حبسها 8 سنوات بسبب ذلك التهمة.وبالأضافة إلى ذلك فقد قام النائب العام المتولي هذه القضية بمعالجتها من ذنب استخدام المواد المخدرة، وبدأ في العمل علي اتخاذ قرار بأعطائها الحرية الموجبة وإطلاق سراحها. وطلب فيما يخص 15 متهم الآخرين بالحبس من 7 سنوات ونصف إلى 39 عاما. وقام حبيب دنيز السابق حسنى شينلينديرجى بالأفادة بأقواله في هذه القضية. وفي 24 فبراير 2010 عقب دعوة سيكى، فقد تم نقلعا إلى سجن باكيركوى للنساء والاطفال. وعندما خرجت دنيز سيكى من المحكمة لم تستطع بوقف دموعها.
وبعد أن قضت دنيز سيكى 218 يوم في السجن، فقد ذهبت لحضور أول جلسة استماع لأقولها في 2 نوفمبر 2010. وقالت يومها دنيز سيكى وبيدها القران (تغيرت بشكل تام، أصبحت دنيز أخرى، وسوف ترون ذلك).
وأرسلت قضية دنيز سيكى إلى أسطنبول إلى المحكمة الجنائية العليا.12، وتم إصدار حكم ب 6 سنوات و3 أشهر، وبعدها أرسل ملفها إلى مكتب المدعى العام، وصدر بخصوصها قرار الاعتقال.
ولكن إلى الآن لم يتم اعتقالها.
وقالت دنيز سيكى: (ان المخدرات شئ غريب ومثير. ان الأشخاص اللذين يتعاطون المخدرات، فبدءا من اللحظة اللذين يبتدون فيها باستخدام المخدرات وتعاطيها، يبدأون في القضاء على أنفسهم وتدميرها، ولكن اليأس هو الذي يدفعك إلى اسؤا الطرق. وبعدها تأتى المخدرات إلى عقلك، وتبدأ في تعاطيها والتصبر بها) 

## عملها الموسيقى

### في الفترة (1997-1999)
المقال الرئيسي: انا لست أحد، وشرحت
قد قامت دنيز سيكى بتقديم العديد من الأغاني مع كل من مليج كبار، كينان دوغلو، أزيل، يشار، أيميل موفتو أوغلو، ايجا، فريدة انيل ياركين، زوهال أولجاى. وفي عام 1995 فقد انضمت دنيز سيكى إلى مسابقة مقامة للأغاني وقدمت الأغنية التي كتبتها ما بين 95 أغنية في مسابقة البوب-شاو، وحصلت بهذه الأغنية على المركز الأول.
وفي 9 أبريل 1997 فقد أصدرت دنيز سيكى ألبومها الأول (انا لست أي أحد)، وتعو كلمات هذا الألبوم الي يلدز تالبه.
وفي 25 ديسمبر 1999 فقد أصدرت دنيز سيكى ألبومها الثاني المعروف باسم (شرحت)، ولكن كلمات وموسيقي هذا الألبوم تعود إليها بخلاف الألبوم الأول.

### في الفترة (2001-2008)
المقال الرئيسى:شفاف (ألبوم)، الحب هو الأجمل، أصيلة (ألبوم)، بحر العشق.
وبعد إصدار دنيز سيكى لألبومها الثاني (شرحت)، فقد أصدرت ألبومها الثالث (شفاف) في 12 ديسمبر 2001 . وقد قامت في هذا الألبوم بتصوير فيديو كليب لكل من هذه الأغاني بالترتيب (أنت تنسى)، (يكاموز).
وبعدها بدأت بإصدار ألبومها الرابع ألا وهو (الحب هو الأجمل)، والذي استخدم فيه موسيقى البوب التركية القديمة المنتشرة في السبعينيات، وصدر هذا الألبوم في 27 أغسطس 2003.
وفي 25 مارس 2005 فقد اصدرت ألبومها الخامس وهو (بحر العشق)، وكان هذا الألبوم مكون من 14 أغنية، كان منهم 13 أغنية تعود ألحانهم وكلماتهم إليها.
وعقب ذلك بثلاث سنوات صدر ألبومها السادس والذي سمته باسم (أصيلة)، وكان في الأغلب كل كلمات والحان الألبوم عائدة إليها.
وبعدها قامت دنيز سيكى بالتمثيل في فيلم ابن الرجل الذي ينقذ العالم الذي عرض في عام 2006. وايضا في عام 2006 فقد قامت بتلحين مقطع وكتابة كلمات من أجل ماركة (ليبتون).

### أصيلة
المقال الرئيسى: أصيلة
وفي 23 يوليو 2008 قد أصدرت ألبومها السادس وهو ألبوم أصيلة، وقد صدر أول كليب لها لهذا الألبوم بإخراج سيردار سيكى. وقد حصل هذا الكليب والاغنية على المرتبة الثانية في قائمة الأغاني بتركيا.
اما كليبها الثاني فقبل عرضه فقد كانت نسبة الاستماع إلى الألبوم كبيرة جدا وطلب المستمعين بتصوير كليب لاحدى الأغاني بألبوم أصيلة، اما هذه الاغنية فقد حصلت على المركز الرابع في قائمة الأغاني بتركيا. وبعد ذلك فقد أعدت الكليب من صور، ورسومات الكليبات التابعة لزرفة وشاكا دييل، اما هذا الكليب فلم يحصد ارقام في مبيعات الأغاني، على الرغم من إنفاق الكثير على إنتاجه.

### كلماتى
المقال الرئيسى: كلماتى
وقد صدر ألبومها السابع في عام 2011 ، وكانت أول أغنية قامت بغنائها الحبس والماء والذي اخرجه سيردار سيكى. وعلى الرغم من عدم تصوير فيديو كليب لهذا الألبوم الا ان الألبوم تخطى نسب الاستماع، وحطم الأرقام القياسية وحصل على المركز الأول.
وبعد ذلك غنت أغنية الحبس والماء في إحدى الافلام القصيرة، وايضا في مسلسل آخر. اما ثاني كليب، فقد اختار تصويره العديد من مستمعيها على الراديو وهو لأغنية موسيقى الحب، والذي قام بإخراجه سردارر سيكى، وتم عرضه في جزيرة ناهيد رويا. وعندما كانت تتخذ التعليقات على استعراضات الكليب، فقد نجح الكليب في عرضه لمدة 4 شهور متواصلة في قائمة الأغاني. وقد قدمت في الأغنية.وقد كانت كلمات هذه الاغنية حية ووضعت كشعار. وقد وضحت دنيز سيكى في ذلك الوقت انها ستصدر كليبين آخرين في غضون اسبوعين.

### الأعمال الأخرى التي قدمتها
وفي عام 1995 فقد قامت ايجا بتزويد مقاطع على أغنية (هذه سيفدا)، وشاركت دنيز في الكليب. وفي ديسمبر 1996 فقد غنت سيبال ألاش في أغنية حد السكين في ألبوم فيم. وعملت على وضع العديد من المقاطع في أغنية ذات مرة مع جيهان اوكان، يلدز تالبه، عائشة تكيندور، أوغور شيمشيكاليه.
وفي عام 1997 فقد عملت العديد من المقاطع مع اوكان اوغور، حرية نارين، توجهران اتونر، فاروق كوركايه، وذلك من خلال أغنية (الرجل كان حدث) من خلال ألبوم (من الشمس). وفي عام 1998 فقد قامت اجدا بيكان من خلال الألبوم الأول (أفضل ما قدمت أجدا)، وعملت مع سونير أريجا، سوات سونا، ايدا أوزلكو، شبنام فراح، دنيز سيكى. وفي عام 2001 فقد أضافت مقاطع مع اوزلم تكين، بيرنا كيسير، اوزكان أوغور جيهان اوكان وذلك من خلال القطع الموسيقية (الحجر)، (أنت غيرك) وذلك من خلال ألبوم تركان كرما.
وفي عام 2003 فقد قدمت أغنية كل شئ معك جميل من خلال ألبوم مليح كبار يادجار تربوتى. وفي 15 ديسمبر 2004 قامت بوضع مقاطع صوتية مع سيزين أكسو في ألبوم (اجبار)، في ألبوم عيب جدا لأيميل موفتو أوغلو. وفي عام 2005 قامت باستخدام القطع الموسيقية المسماة (لانت أيضا لا تذهب)، وذلك من ألبوم جيم كراجا (بالتأكيد طفلى).
وفي 12 مايو 2006 فانها قامت ببعض الأعمال الموسيقية في ألبوم (ماشاء الله 41 مرة) لعلى كوجتابه على المسرح. وفي نفس العام فقد قامت سيكى بعمل العديد من الأغاني وكتابتها لايا ديكمن والعديد من الفنانيين الآخرين، وأطلقت على الألبوم اسم (لا يممكنى العيش بدونك).وفي عام 2007 فقد وضعت مقطع صوتى باسم (ذهب فلنذهب) لايهان جونيل. وايضا أضافت مقطع صوتى باسم (كل شئ من اجلك) وذلك من خلال ألبوم المعجزة لارجان ساعتشى. وقد اختيرت هذه الأغنية كأول فيديو كليب يتم تصويره من هذا الألبوم.
وفي عام 2008 فقد قامت دنيز سيكى بوضع موسيقى وكتابة كلمات جزء (يا الموت يا الفرح)، وذلك في ألبوم العشق لا ينتهى لصديقها المقرب جولبن أرجن. وفي عام 2009 قامت أيضا بوضع مقطع صوتى لأغاني، ومن ناحية أخرى بكتابة كلمات من اجل (عشق هدى) الموجود بألوم (نقطه العودة) لجنك ايرين.
وفي نفس العام فقد وضعت مقاطع صوتية للأغنية المعروفة باسم (حزين) الموجودة في ألبوم أغاني الطريق الطويل لجولين أيرجن. وفي عام 2010 فقد قامت دنيز سيكى بوضع الأصوات والمقاطع الجديدة والموضوعة على الموسيقى الاتينية لأمير أرسوى، وكان واحدا من أشهر 10 مغنيين في ذلك الوقت من خلال هذا الألبوم، وقامت بعدها بإصدار الألبوم على الطراز الاتينى الثاني والمعروف باسم (أعطى حظ من أجل مسابقة) وايضا لامير ارسوى وأصدرته بالألحان الأتينينة، وايضا لمتين أرسوى صاحب اللقب الملكى وهو فنان تركى صاحب موسيقى الروك. وقد قدمت في ألبوم  عشق البحر، مقاطع عرفت باسم (عشيقى الحزين). وفي عام 2013 قد أصدرت دويتو مع بيتك دينشوز، وأضافت قطعة موسيقية عرفت باسم (لا أريد ان احزن مرة أخرى ).

## أعمالها
المقال الرئيسى: أعمال دنيز سيكى

### الألبومات الموسيقية
-9 أبريل 1997 : انا لست أي أحد
-25 ديسمبر 1999 : شرحت
-12 ديسمبر 2001: شفاف
-27 أغسطس 2003: العشق هو الأجمل
-25 مارس 2005 : عشق البحر
-23 يوليو 2008 : أصيلة
-9 فبراير 2011: كلماتى
-22 سبتمبر 2014: تابع

### الفيديو كليب
-عشق الموسيقى
-المفاتيح التي تأتى
-الانتماء للعشق
-أنت نسيت
-أصيلة

### قائمة النجاحات
| الألبوم | الأغنية المنفردة | تركيا | أوروبا |
| ------- | ---------------- | ----- | ------ |
| أصيلة   | أبطال            | 2     | -      |
| أصيلة   | أصيلة            | 4     | -      |
| كلماتى  | الحبس والماء     | 4     | -      |

### الجوائز التي حصلت عليها
| العام | المنظمة التي قدمت الجائزة             | الاحصائية                         |
| ----- | ------------------------------------- | --------------------------------- |
| 2006  | جوائز موسيقى الفيديو بتلفزيون كرال 12 | أفضل مغنية بوب                    |
| 2006  | جوائز الموسيقى مو-ياب 4               | ألبومات ذهبية (عشق البحر)         |
| 2006  | جوائز 2005 النوتة الذهبية             | مطربة العام، وأفضل موسيقية (مسال) |
| 2013  | جوائز الميديا أو ام يو 2              | أفضل مطربة امرأة                  |

## الروابط الخارجية
- دنيز سيكي على موقع IMDb (الإنجليزية)
- دنيز سيكي على موقع ميوزك برينز (الإنجليزية)
- دنيز سيكي على موقع ديسكوغز (الإنجليزية)
- دنيز سيكي على موقع قاعدة بيانات الفيلم (الإنجليزية)
- Resmî site